# 湳子 (雲林縣)
23°41′15.9″N 120°24′48.7″E / 23.687750°N 120.413528°E
南子，原寫為湳仔，細分頂南、中南、下南。是台灣雲林縣虎尾鎮的一個傳統地域名稱，位於該鎮南部偏西。相較於今日行政區，其範圍大致包括穎川里不含西北部及東北部邊界地帶、延平里不含西北部邊界地帶的中北段及東南部邊界地帶。

## 歷史
台灣清治末期至日治初期，湳子地區為一街庄，稱為「湳仔庄」，隸屬於大坵田堡。該庄輪廓略呈東北—西南狹長形，西北與三合庄、竹圍仔庄為鄰，東北與五間厝庄為鄰，東南隔虎尾溪與蕃薯庄、大東庄、埔羗崙庄為界，西南邊為過港庄。
1901年（日治明治三十四年）11月，全台廢縣廳改設二十廳，該庄隸屬於斗六廳。1903年（明治三十六年）6月，該庄編入「大墩仔區」，隸屬於斗六廳。1909年（明治四十二年）10月，合併二十廳為十二廳，大墩仔區改隸屬於嘉義廳。1920年（大正九年），全台地方制度大改正，廢十二廳改設五州二廳，該庄改制並雅化為「湳子」大字，隸屬於臺南州虎尾郡虎尾庄。1933年，虎尾庄升格為虎尾街。
戰後虎尾街改制為虎尾鎮，隸屬於臺南縣，大字亦改制為里。1950年10月，雲、嘉、南分治，虎尾鎮改隸屬雲林縣。

## 聚落
本地區發展較早的聚落有柑宅、頂湳仔、中湳仔、下湳仔等，在日治期初期的官方地圖上已有記載。
八七水災之後，居明為祈求杜絕水患，將水字旁去掉。因此門牌寫作頂南、中南、下南。

## 交通
省道台78線即「東西向快速公路－台西古坑線」，是雲林縣境內的東西向快速公路，大致以西北西—東南東走向經過湳子地區中部偏北地帶，並於境內縣道145號交會處設有虎尾交流道。由此向西可前往土庫、元長北部、東勢、台西等地；向東可前往國道1號雲林系統交流道、斗南、古坑、高厝林子頭的東側端點（古坑端）並止於國道3號古坑系統交流道。
縣道145號（林森路二段、下湳路）是埤頭至六腳鄉港尾寮的道路，大致以東北—西南走向由本地區東北部邊界最北側入境後，大致沿本地區西北部邊界地帶而行，其後因邊界線西移而入境，經省道台78線（東西向快速公路－台西古坑線）虎尾交流道後續直行，至下湳仔聚落西郊經縣道158甲線路口轉西南西與其共線後於木地區西南部邊界出境。由該道路向東北可前往虎尾市區、西螺、埤頭並止於縣道150號路口；向西南轉南微東獨行後繞過土庫市區東南側可前往元長東南部、北港、六腳港尾寮等地。
縣道158甲線是台西鄉崙子頂至竹山鎮桶頭的道路，大致以西南西—東北東走向由本地區西南部邊界與縣道145號共線入境後，至下湳仔聚落西郊路口獨行，其後轉東南東續行以至出境。由該道路向西南西經縣道145號叉路口獨行後於土庫市區北側轉西北可前往褒忠、東勢北部、台西等地；向東南東轉東可前往斗南、古坑、竹山鎮桶頭地區並止於其中部偏北的縣道149號路口。
鄉道雲89線是湳仔（頂湳仔）至下湳仔的道路，全線位於境內，其北側端點（起點）位於本地區西北部邊界地帶東北側的縣道145號路口。由此向南轉西南再轉南蜿蜒而行，經頂湳仔聚落後轉西南，經省道台78線（東西向快速公路－台西古坑線）高架橋下後續直行，經鄉道雲89-1線路口後不遠處即止於縣道158甲線路口（下湳仔聚落東北郊）。
鄉道雲89-1線是三合（實際起點在舊廍）至下湳仔的道路，其南側端點（終點）位於下湳仔聚落東北郊的縣道158甲線路口。由此向北北西經鄉道雲89線路口後，至中湳仔聚落轉北北東再轉西北，經縣道145號路口後於本地區西北部邊界出境，經省道台78線（東西向快速公路－台西古坑線）高架橋下後可前往三合、舊廍聚落並止於鄉道雲94線路口。

## 學校
- 揚子高中（私立完全中學）